# أحمد بالي

أحمد بالي (ممثل)

أحمد بالي ممثل مصري  بدأ مسيرته الفنية في نهاية الأربعينيات وأدى أدواراً ثانوية أغلبها دور طبيب وعضو مجلس إدارة وقاضي ومحامي ومأذون. خلال الفترة من 1949 حتى 1965 شارك أحمد بالي في 50 فيلم.

## أهم أعماله
فيلم «الرجل المجهول» للمخرج محمد عبد الجواد عام 1965، قام بدور عضو اليسار.
فيلم «نهر الحب» للمخرج عز الدين ذو الفقار عام 1960، قام بدور الطبيب النفساني.
فيلم «عهد الهوى» للمخرج أحمد بدرخان عام 1955، قام بدور مدير محل الآلات الموسيقية.
فيلم «أنا وحدي» للمخرج هنري بركات عام 1952، قام بدور المأذون.
فيلم «المرأة شيطان» للمخرج عبد الفتاح حسن عام 1949، قام بدور عضو اليمين.

## وصلات خارجية
- أحمد بالي على موقع السينما
- أحمد بالي على موقع دهليز
- أحمد بالي على موقع كاروهات